# L'ultima scena
L'ultima scena è un film italiano del 1988, diretto da Nino Russo.

## Trama
Si svolge la prova generale di una piccola compagnia stabile  in un modesto teatro napoletano a rischio di chiusura; il capocomico e primo attore è in ansia perché un noto critico verrà alla rappresentazione e una sua recensione positiva salverebbe l'intera compagnia dalla chiusura, ma un equivoco li metterà tutti a durissima prova.